# Eulalio Gutiérrez
Eulalio Gutiérrez Ortiz va néixer a Ramos Arizpe, Coahuila, el 2 de febrer de 1881. Va ser president de Mèxic de 1914 al 1915. Va morir a Saltillo, Coahuila, el 12 d'agost de 1939. En unir-se a la guerra de la revolució al costat de Francisco I. Madero, es va alçar en armes el 1910. El 1913 va tornar a combatre a l'estat de San Luis Potosí i al seu estat natal. Al triomf del constitucionalisme el 1914, i després de la instal·lació de la Convenció Revolucionària, va ser nomenat president d'aquesta assemblea, ja que no es trobava compromès amb cap dels caps en pugna. Instal·lat a la ciutat de Mèxic, va intentar governar per sobre les faccions revolucionàries. No obstant això, en termes efectius, els generals més poderosos de la Convenció, Francisco Villa i Emiliano Zapata, feien valer la seva autoritat per sobre la del president. Davant aquesta situació, a principis de 1915 Gutiérrez va abandonar la ciutat en secret i va fugir als Estats Units. En retornar a Mèxic en la dècada de 1920 va ser senador.